# مورين أوين
مورين أوين (بالإنجليزية: Maureen Owen)‏ هي كاتِبة وشاعرة أمريكية، ولدت في 6 يوليو 1943.